# 息县各级文物保护单位列表
以下为河南省信阳市息县的各级文物保护单位:

## 河南省文物保护单位
| 编号 | 名称       | 分类   | 时代 | 地址 | 图片 |
| ---- | ---------- | ------ | ---- | ---- | ---- |
| 1-74 | 黄家栋石坊 | 古建筑 | 明   | 息县 |      |

- 秦楼遗址（1-142）
- 古息城遗址（1-210）
- 白公故城（4-185）
- 赖国故城（4-186）
- 中国社科院息县“五七”干校旧址（7-46）
- 周冢古墓（7-321）